# Pèire Pessamessa
Pèire Pessamessa (Marsella, 10 de desembre de 1931 - 9 de desembre de 2018) va ser un escriptor, polític i narrador contemporani en occità, autor d'una nova via en la prosa provençal.

## Biografia
Va començar a escriure a la revista occitano-catalana Vida Nova i a la catalana Serra d'Or. Va rebre el Premi Occitània als Jocs Florals de l'Alguer el 1962.
També ha exercit de crític literari i ha realitzat diverses emissions de radio i de pel·lícules en occità. Va rebre el Premi Batista i Roca en 2005. Fou alcalde de Buòus (Provença) durant 28 anys. Des del 30 de novembre de 2002 exercí de president del Cercle d'Agermanament Occitano-Català. Residí a Civèrgas i la seva filla, Estelle Pessamessa, ha col·laborat a Malaterra, de Philippe Carrese, únic film en occità emès per la televisió francesa. En 2012 va rebre el Gran Premi Literari de Provença.

## Obres
- Automnada (1958)
- La tèrra acampassida 1963
- Beluga de l'Infèrn 1966
- D'un còp de destrau 1970
- Beluga de l'infèrn (Cronica istorica deis annadas 50)
- De fuòc amb de cendre 1973-1978
  - Volum 1: Onze oras passadas de cinc 1973
  - Volum 2: Lo refugiat 1976
  - Volum 3: Espaci nòu 1978
- Nhòcas e bachòcas 1957 e 1981
- La tèsi 1995
- Viatge au fons de la mitologia (2008)
- Lou tron de l'èr e la premsa marselhesa dau sègle XIX (2014) article publicat a Lengas